# Młodzieżowe Indywidualne Mistrzostwa Szwecji na Żużlu 1998
Młodzieżowe Indywidualne Mistrzostwa Szwecji na Żużlu 1998 – cykl turniejów żużlowych, mających wyłonić najlepszych szwedzkich żużlowców w kategorii do 21 lat, w sezonie 1998. Tytuł wywalczył Andreas Jonsson. 

## Finał
- Hagfors, 14 sierpnia 1998

| Msc. | Zawodnik             | Klub        | Pkt |  |  |
| ---- | -------------------- | ----------- | --- |  |  |
| 1    | Andreas Jonsson      | Rospiggarna | 15  |  |  |
| 2    | Björn Gustavsson     | Vetlanda    | 14  |  |  |
| 3    | Patrik Dybeck        | Indianerna  | 13  |  |  |
| 4    | Freddie Eriksson     | Getingarna  | 11  |  |  |
| 5    | Tobias Johansson     | Svelux      | 9   |  |  |
| 6    | Andreas Bergström    | Masarna     | 9   |  |  |
| 7    | Joakim Aspgren       | Masarna     | 7   |  |  |
| 8    | Kenny Olsson         | Västervik   | 7   |  |  |
| 9    | Henrik Tolkstam      | Valsarna    | 7   |  |  |
| 10   | Jimmy Nicander       | Vargarna    | 7   |  |  |
| 11   | Anders Sohlberg      | Valsarna    | 6   |  |  |
| 12   | Björn Hansen         | Valsarna    | 6   |  |  |
| 13   | Emil Kramer          | Ornarna     | 6   |  |  |
| 14   | Henrik Fredell       | Korparna    | 2   |  |  |
| 15   | Patrik Gustavsson    | Indianerna  | 1   |  |  |
| 16   | Daniel Nermark       | Valsarna    | 0   |  |  |
| 17   | rez. Par Wiklander   | Kaparna     | 0   |  |  |
| 18   | rez. Benny Johansson | Piraterna   | 0   |  |  |